# Bob Otto
Robert E. Otto (Sacramento, 16 dicembre 1962) è un ex giocatore di football americano statunitense che ha militato nel ruolo di defensive end nella National Football League (NFL).

## Carriera

### Seattle Seahawks
Otto fu scelto nel corso del nono giro (248º assoluto) del Draft NFL 1985 dai Seattle Seahawks.

### Dallas Cowboys
Nel 1986 firmò come free agent con i Dallas Cowboys. Fu svincolato il 1º settembre 1986. Firmò nuovamente il 23 settembre per sostituire il defensive end Jesse Baker. A fine stagione non gli fu rinnovato il contratto.

### Seattle Seahawks
Il 3 aprile 1987 firmò come free agent per fare ritorno ai Seahawks. Fu inserito in lista infortunati il 1º settembre prima di essere svincolato nel corso dello stesso mese.

### Houston Oilers
Nel settembre 1987 Otto firmò con gli Houston Oilers. Fu svincolato il 27 ottobre dopo avere disputato tre partite.